# 우리에게 내일은 없다 (2007년 영화)
《우리에게 내일은 없다》는 2007년에 개봉한 대한민국의 영화이다.

## 캐스팅
- 유아인 : 전종대 역
- 김병석 : 기수 역
- 최재성 : 김 사장 역
- 이동호 : 요한 / 소년 종대 역
- 김준기 : 범상 역
- 박명신 : 종대 엄마 역
- 강초롱 : 정은 역
- 박혁권 : 영수 / 종대 아빠 역
- 최두영 : 약국 주인 역
- 강병화 : 악수 아저씨 역
- 최성진 : 최 부장 역
- 이상찬 : 임 과장 역
- 김성일 : 양 형사 역
- 이봉수 : 사부 역
- 김시정 : 미시 역
- 이호성 : 대리운전 사장 역
- 이유리 : 마사지걸 역
- 정승길 : 임 과장 부하 역
- 김용균 : 노래방 주인 역
- 표용수 : 총사기꾼1 역
- 무명씨 : 총사기꾼2 역
- 박경목 : 대리손님 역
- 이용택 : 대리손님 역
- 장지남 : 기수 후배 역
- 신동석 : 경찰 역
- 송정민 : 송 실장 역
- 조민석 : 웨이터 역
- 이승원 : 드럼학생 역
- 이창윤 : 드럼학생 역
- 정승주 : 당구장 건달 역
- 김태준 : 당구장 건달 역
- 김재현 : 당구장 건달 역
- 김효관 : 녹음실 엔지니어 역
- 최섭한 : 녹음실 엔지니어 역
- 김요한 : 소년 기수 역
- 김수덕 : 목사 역
- 전성아 : 룸아가씨 역
- 이정주 : 룸아가씨 역
- 안봉식 : 룸웨이터 역
- 이윤형 : 삐끼 역
- 장지혜 : 노래방 소녀 역
- 김슬기 : 노래방 소녀 역
- 성경희 : 간호사 역

## 수상 및 후보
| 연도 | 시상식                                           | 상/부문                             | 수상자/후보자                 | 결과 |
| ---- | ------------------------------------------------ | ----------------------------------- | ----------------------------- | ---- |
| 2006 | 제11회 부산국제영화제                            | 넷팩상 (한국영화의 오늘 - 비전부문) | 우리에게 내일은 없다 (노동석) | 후보 |
| 2006 | 제1회 안산국제넥스트영화제                       | 넥스트 영화상                       | 우리에게 내일은 없다          | 후보 |
| 2006 | 제1회 안산국제넥스트영화제                       | 기술상                              | 우리에게 내일은 없다          | 수상 |
| 2007 | 평택 피어선영화제 이달의 배우 시상식             | 이달의 신인배우상 - 5월             | 유아인                        | 수상 |
| 2007 | 제60회 로카르노 국제 영화제                      | 황금표범상 (국제 경쟁부문)          | 우리에게 내일은 없다 (노동석) | 후보 |
| 2007 | 제60회 로카르노 국제 영화제                      | 특별언급                            | 조상윤 촬영감독               | 수상 |
| 2007 | 제4회 홍콩 아시안 영화제                         | 아시아신인감독상 (뉴탤런트 부문)    | 노동석                        | 후보 |
| 2007 | 제8회 부산영화평론가협회상                       | 신인남우상                          | 유아인                        | 수상 |
| 2007 | 제3회 평택 피어선영화제 뉴커런츠 무비스타 시상식 | 남자신인상                          | 유아인                        | 수상 |